# トラキア語
トラキア語（トラキアご、Thracian language）は古代の東ヨーロッパ（現在のブルガリア、ギリシア北部等）やビテュニア（アナトリア北西部）にいたトラキア人が用いた言語で、死語。インド・ヨーロッパ語族に属する。トラキア語の分類や他言語との関係は不明確な点が多いが、インド・ヨーロッパ語族の中のサテム語派（アルバニア語、スラヴ語派、バルト語派、インド・イラン語派など）に分類される。ただしサテム語派は本当に共通系統を示すものかどうか明らかではない。トラキア人と同族とされる北方のダキア人の用いたダキア語も同系との考えが有力であるが、やや異なっていた可能性もある。
かつてはイリュリア語（トラキア語の西側で使われた）とまとめる説もあったが、イリュリア語は別系統とする意見が現在では有力。また古代マケドニア語やフリュギア語（アナトリア）との関係も考えられるが明らかでない。
トラキア語自体は、ごく少数の文章がギリシア文字で刻まれて残るのみなので、不明の点が多い。しかしいくつかの単語がギリシア語・ラテン語の文献に残され、また人名・地名等から多くの単語が抽出されている。
トラキア人は最終的にギリシア化またはローマ化され、民族としては5世紀までに消えた。それとともにトラキア語も消えたと思われる。一部の人々はスラヴ人またはブルガール人に同化し、8 - 10世紀にブルガリア人を形成したと考えられている。またローマ化したダキア人はルーマニア人などになった。ブルガリア語やルーマニア語にある語源のはっきりしない単語の中には、トラキア語またはダキア語に由来するものがあるともいわれるが、確証はない。
アルバニア語についても、イリュリア語由来のほか、トラキア語またはダキア語に由来する単語を含むといわれる。